# Marilyn Douala Bell
Marilyn Douala Bell (1957) is een Kameroens prinses, econoom en voorzitter van de kunstorganisatie doual'art in Douala.

## Leven
Prinses Marilyn werd geboren in de adellijke familie van Rudolf Duala Manga Bell. 
Douala Bell vertrok naar Parijs waar ze afstudeerde als master in Ontwikkelingseconomie. Hier ontmoette ze Didier Schaub met wie ze trouwde en in 1986 vertrok naar Douala.
Ze werkte in verschillende hoedanigheden aan de stedelijke ontwikkeling van Douala, met ondersteuning van verschillende internationale organisaties en bestuursorganen, waaronder de Wereldbank, de Europese Commissie en enkele regionale Europese politieke bestuursorganen.
In 1991 richtte ze samen met haar man Didier Schaub de organisatie voor hedendaagse kunst 'doual'art' op, waarmee ze sinds 2007 de triënnale SUD-Salon Urbain organiseren. Deze organisatie werd in 2009 onderscheiden met een Prins Claus Prijs. In 2010 organiseerde ze samen met de Mondriaan Stichting de Kenia Workshop. Verder organiseerde ze onder meer de Mobile A2K: Resources Interfaces and Contents on Urban Transformation samen met het Rockefeller Foundation Bellagio Center en de Curating in Africa Symposium in het museum Tate Modern in Londen.